# هشام عبد الرازق
هشام علي حسن عبد الرازق (11 يوليو 1953 - ) سياسي فلسطيني، شغل منصب وزير وزارة شؤون الأسرى في الحكومات الفلسطينية الثالثة والخامسة والسادسة والثامنة، وهو عضو المجلس التشريعي الفلسطيني خلال انتخابات عام 1996.

## حياته
وُلد هشام علي حسن عبد الرازق في مدينة رفح الفلسطينية في جنوب قطاع غزة بتاريخ 11 يوليو 1953.
اُنتخب عضوًا في المجلس التشريعي الفلسطيني بعد الانتخابات العامة الفلسطينية عام 1996 حيث حصل على 10,682 صوتًا في دائرة محافظة شمال غزة ممثلًا عن حركة فتح.